# Coupe des Pays-Bas de football 1977-1978
Navigation
Édition précédente Édition suivante
La Coupe des Pays-Bas de football 1977-1978, nommée la KNVB beker, est la 60e édition de la Coupe des Pays-Bas. La finale se joue le 5 mai 1978 au stade olympique d'Amsterdam.
Le club vainqueur de la coupe est qualifié pour la Coupe d'Europe des vainqueurs de coupe de football 1978-1979.

## Finale
Lors de la final l'AZ'67 bat l'Ajax Amsterdam 1 à 0, et remporte son premier titre. Le club d'Alkmaar qui termine 3e en championnat derrière l'Ajax se qualifie pour la Coupe d'Europe des vainqueurs de coupe de football 1978-1979.